# Hauptstadtplanung Berlin
Unter dem Begriff Hauptstadtplanung in Berlin können die in der Geschichte Berlins als deutsche Hauptstadt im Wandel der Zeiten entstandenen verschiedenen Planungen, Nutzungen und Konzepte hinsichtlich der Hauptstadtfunktion dieser Stadt zusammengefasst werden.

## Residenzstadt der Kurfürsten und Könige
Die ersten Hauptstadtfunktionen sind Berlin organisch zugewachsen.
Die Wandlung der brandenburgischen Kurfürsten zu preußischen Königen brachten eine evolutionäre Ausweitung der Funktion Berlins vom Fürstenhof der Renaissance zur Hauptstadt einer europäischen Großmacht des 19. Jahrhunderts.
Bauten wie das Berliner Stadtschloss auf der Spreeinsel (erbaut ab Mitte des 16. Jhd. anstelle einer Burg an gleicher Stelle) fallen in diese Zeit. Ab 1699 wird das Schloss von Andreas Schlüter in die bekannte Barock-Form gebracht.
Im wiederaufgebauten ehemaligen Sitz des Preußischen Herrenhauses, dem Bundesratsgebäude, tagt heute der Bundesrat, während im benachbarten Preußischen Landtagsgebäude sich das Berliner Abgeordnetenhaus seinen neuen Sitz genommen hat.
Die Boulevard Unter den Linden mit dem Brandenburger Tor als westlichem Abschluss kommen eine symbolische Bedeutung in dieser Zeit zu, als der siegreiche Napoleon I. feierlich durch das Tor in die Stadt einzieht. Weitere Symbolik erhält das Tor durch die Ereignisse um die Quadriga.
Am Boulevard Unter den Linden oder in direkter Nähe lagen bedeutende repräsentative Gebäude: das Zeughaus, die Königliche Oper, das Kronprinzenpalais und der Marstall. Am östlichen Ende lagen Stadtschloss, Berliner Dom, Lustgarten und Museumsinsel.

## Hauptstadtplanung im Kaiserreich
Die preußischen Regierungsbauten in der Wilhelmstraße wurden auch für die Reichsaufgaben genutzt.
Lediglich für das neugeschaffenen Organe Reichstag musste eine Lösung gefunden werden. Bis zur Fertigstellung des Reichstagsgebäudes tagte der Reichstag unter beengten Verhältnissen in den Räumen der Königlich Preußischen Porzellanmanufaktur in der Leipziger Straße, an derselben Stelle, an der nach dem Umzug an den Spreebogen das Gebäude errichtet werden sollte, welches in Folge das Preußische Herrenhaus, den Preußischen Staatsrat, die Akademie der Wissenschaften der DDR und nun den Bundesrat beherbergen sollte.
In Nachbarschaft westlichen Ende des Boulevards Unter den Linden wurde im Spreebogen das Reichstagsgebäude errichtet. Auch das Luxushotel Adlon fand seinen Platz Unter den Linden.

## Hauptstadtplanung in der Weimarer Republik
Das Reichstagsgebäude wurde unverändert genutzt, ebenso das angrenzende Reichstagspräsidentenpalais. Das Stadtschloss wurde nach dem Auszug des Kaisers als Museum sowie von zahlreichen anderen Mietern genutzt, so etwa von der Kaiser-Wilhelm-Gesellschaft, dem Psychologischen Institut der Friedrich-Wilhelms-Universität zu Berlin oder der Notgemeinschaft der deutschen Wissenschaft.
Für Reichspräsident Friedrich Ebert wurde das Reichspräsidentenpalais in der Wilhelmstrasse gefunden.
Der Preußische Staatsrat übernahm die Räumlichkeiten des nunmehr obsolet gewordenen
Preußischen Herrenhauses
Es bestanden schon in der Weimarer Republik Planungen, im Spreebogen ein Regierungsviertel in direkter Nachbarschaft zum Reichstag zu schaffen. Albert Speer hätte diese Pläne im NS-Sinne aufgreifen sollen.

## Hauptstadtplanung der NS-Diktatur
- Bau der Neuen Reichskanzlei
- Reichsluftfahrtministerium
- Reichsbankgebäude

Weitere Beispiele des Ausbaus der Reichshauptstadt Berlin im NS-Stil sind das Olympiastadion und der Flughafen Tempelhof.
- Welthauptstadt Germania
- Im Bendlerblock fanden die Planungen zum 20. Juli 1944 statt. Dort wurden auch einige der Verschwörer hingerichtet.
- Volksgerichtshof

## Weltkrieg und Alliierte Funktionen
Im Zweiten Weltkrieg wurde das Berliner Stadtschloss schwer beschädigt, ließ sich jedoch immer noch als Veranstaltungsort nutzen. Der Alliierte Kontrollrat für Deutschland hatte seinen Sitz im Kammergerichtsgebäude in Berlin-Schöneberg.
Die Alliierte Kommandantura für Berlin hatte ihren Sitz in Berlin-Dahlem. Jedes Gesetz der Bundesrepublik, das in Berlin gelten sollte, musste eine Berlin-Klausel enthalten und nach Genehmigung durch die Alliierte Kommandantura vom Berliner Abgeordnetenhaus ohne inhaltliche Abstimmung als Berliner Gesetz verabschiedet werden.
- Hauptquartier der SMAD in Karlshorst
- Kriegsverbrechergefängnis in Spandau

## Hauptstadtplanung der DDR
Zu Beginn der deutschen Teilung diente die Lage der Regierungsorgane der DDR in der alten Reichshauptstadt als Legitimationsquelle und Begründung eines gesamtdeutschen Anspruchs der „Pankower Regierung“. Viele der Regierungsgebäude des deutschen Reiches lagen im Sowjetsektor der geteilten Stadt, waren jedoch durch Kriegseinwirkungen oft stark beschädigt. So wurde die stark beschädigte Neue Reichskanzlei gesprengt.
Auch das Berliner Stadtschloss wurde vom 7. September bis zum 30. Dezember 1950 auf Geheiß von Walter Ulbricht gesprengt.
Als Amtssitz des Präsidenten der DDR wurde das Schloss Schönhausen genutzt.
Im Reichsluftfahrtministerium tagte der Deutsche Volksrat, der sich bald zur Provisorischen Volkskammer konstituierte. Später wurde das Gebäude an der Sektorengrenze als Haus der Ministerien genutzt.
Die im Krieg zerstörte Sowjetische Botschaft wurde in der stalinistischen Variante des Klassizismus mit Elementen des Berliner Klassizismus des frühen 19. Jahrhunderts Unter den Linden neu errichtet.
Als Berlin, Hauptstadt der DDR sollte der Ostteil der geteilten Stadt sowohl den Repräsentationsbedürfnissen des sozialistischen Staates gerecht werden und die Souveränität und Gleichberechtigung mit dem westdeutschen Staat ausdrücken.
Palast der Republik: Der in Marx-Engels-Platz umbenannte Schlossplatz diente als Parade- und Aufmarschplatz für Propagandaveranstaltungen.
Das ZK der SED nahm seinen Sitz im ehemaligen Reichsbankgebäude nahe dem Marx-Engels-Platz/Schlossplatz ein.
In Bezug auf die DDR kann sicherlich auch die Bevorzugung der Hauptstadt mit knappen Waren in der Planwirtschaft genannt werden.
In der Frühzeit der DDR entsprach dem auf städtebaulicher und architektonischer Seite die Ausstattung Berlins mit Prestigeobjekten wie den Häusern an der Stalinallee. In späteren Zeiten wurde diese Linie mit „Luxus-Plattenbau“-Siedlungen fortgeführt, die exemplarisch sozialistisches Wohnen demonstrieren sollten.

## Hauptstadtplanung nach der Wiedervereinigung
Das Auswärtige Amt residiert im ehemaligen Reichsbankgebäude, welches auch das ZK der SED beherbergte.
Das Bundesministerium der Finanzen hat seinen Sitz im Detlev-Rohwedder-Haus, dem ehemaligen Dienstsitz der Treuhandanstalt, ehemaligen Haus der Ministerien der DDR, provisorischen Volkskammersitz und Göringschen Reichsluftfahrtministerium.